# 廖蓓瑩
廖蓓瑩（1974年1月16日—），無黨籍政治人物，曾任國會政黨聯盟副發言人、 青年部副主任。 曾任新竹縣政府新聞科機要任用、曾任時尚雜誌編輯，也是世界領袖教育基金會董事。2019年代表國會政黨聯盟參與新竹市選舉區立法委員選舉，同一選區的競爭對手有國民黨的鄭正鈐、民進黨的鄭宏輝以及時代力量的高鈺婷。

## 個人背景
先後畢業於北一女中、國立臺灣大學外國語文學系學士、國立中山大學高階公共政策碩士班。曾任時尚雜誌編輯，目前同時為中華民國解癮戒毒協會顧問。曾任新竹縣政府新聞處機要，開啟政治生涯。現職為國會政黨聯盟副發言人、青年部副主任。

## 政見
廖蓓瑩主張應以國家發展、市民福祉為優先，朝野合作共同解決年金制度、司法改革、長照體系、國家稅制、財務改革等國政問題。
開幕茶會中，廖蓓瑩公開參選理念，訴求「友善育兒、經濟活水、銀髮照顧、電足心安、兩岸和平」等政見，強調全力打破藍綠惡鬥亂象。廖蓓瑩亦重視交通建設，是未來中央和地方要一起合作解決的重點。
廖蓓瑩強調要補足幸福城市的缺口，未來有機會進入到立法院後，將大力引進中央資源，要推動「托育正義」，包含爭取國有及市府閒置空間設置公托，並以平價公托公幼來減輕年輕家庭的壓力。同時也要提高生育補助每胎五萬元以及居家托育補助0-2歲每胎每月一萬元；此外，廖蓓瑩也要致力推動新竹兒童醫院盡快動工，讓新竹家長們安心放心。
廖蓓瑩身為中華民國解癮戒毒協會顧問，她認為新興毒品氾濫，讓吸毒的年齡層逐年下降，這不是危言聳聽，這是國安危機，呼籲政府對毒品防制工作及立法院修法刻不容緩，而立法院儘速完成毒品防制條例的修法，讓人民有一個安全的生活環境，也讓孩子有無憂無慮、平安健康的成長。
2019年1月8號，廖蓓瑩批評執政黨利用網軍打壓異己，整個檢調單位找不到楊蕙如小姐，呼籲楊蕙如出面轉當汙點證人，不要當代罪羔羊。

## 外部連結
- 廖蓓瑩 新竹市立委參選人